# Modulación por multitono discreto
La modulación por división ortogonal de frecuencia, en inglés Orthogonal Frequency Division Multiplexing (OFDM), también llamada modulación por multitono discreto, en inglés Discreet Multitone Modulation (DMT), es una modulación que consiste en enviar la información modulando en QAM o en PSK un conjunto de portadoras de diferente frecuencia.

Normalmente se realiza la modulación OFDM tras pasar la señal por un codificador de canal con el objetivo de corregir los errores producidos en la transmisión, entonces esta modulación se denomina COFDM, del inglés Coded OFDM.

Debido al problema técnico que supone la generación y la detección en tiempo continuo de los cientos, o incluso miles, de portadoras equiespaciadas que forman una modulación OFDM, los procesos de modulación y demodulación se realizan en tiempo discreto mediante la IDFT y la DFT respectivamente.

## Características de la modulación OFDM
La modulación OFDM es muy robusta frente al multitrayecto, que es muy habitual en los canales de radiodifusión, frente a los desvanecimientos selectivos en frecuencia y frente a las interferencias de RF.

Debido a las características de esta modulación, las distintas señales con distintos retardos y amplitudes que llegan al receptor contribuyen positivamente a la recepción, por lo que existe la posibilidad de crear redes de radiodifusión de frecuencia única sin que existan problemas de interferencia.

## Sistemas que utilizan la modulación OFDM
Entre los sistemas que usan la modulación OFDM destacan:
- La televisión digital terrestre DVB-T, también conocida como TDT
- La radio digital DAB
- La radio digital de baja frecuencia DRM
- El protocolo de enlace ADSL
- El protocolo de red de área local IEEE 802.11a/g, también conocido como Wireless LAN
- El sistema de transmisión inalámbrica de datos WiMAX

- Datos: Q9033969